# 林穎彤
林穎彤（英語：Bella Lam Wing Tung，1992年10月21日—），原名林頴彤，香港女歌手、節目主持及演員，曾是童星及前亚洲电视藝員，曾為無綫電視經理人合約藝員和曾為星夢娛樂旗下歌手。

## 簡介
林穎彤來自單親家庭，自幼在葵涌葵芳邨長大，一歲時林父因有婚外情拋妻棄女，留下她與林母、姊相依為命。由於生活陷入困境，其母在走投無路下，唯有帶同當時一歲半的她在葵芳地鐵站街頭行乞九個月，後憑領取綜援長大。近年雖然收入穩定，不過住公屋的她沒有想過搬走，原因是母親不想離開住了幾十年的地方，所以決定繼續陪母住公屋。她曾就讀於佛教林金殿紀念小學（2004年）、葵涌蘇浙公學（2007年中三）和棉紡會中學（2009年中五）。她曾經在葵青劇院憑演唱《花花宇宙》贏得歌唱比賽冠軍。
2002年，林穎彤寫信到電視台參加兒童節目獲發掘為童星，11月22日首次於《亞洲電視兒童台》演出，不過只拍了兒童節目三日，便獲電視監製陳寶華（《多功能老婆》之監製）相中，演出亞洲電視電視劇《萬家燈火》。劇中她表現不俗，及後又推出過兒歌唱片，更有機會於香港各地商場和中國大陸演出。2006年，她參加雜誌《Yes!》的校花校草選舉，獲得甜美校花獎及才藝大獎；2007年受到賞識及邀請，回復幕前演出，拍攝有線電視劇集《補習天后》。
2009年，林穎彤經朋友介紹簽約成為 JamCast 旗下模特兒，同年參加電視廣播有限公司跟商業電台合辦的節目比賽《十人巷》，以蛋白組成員「模Bella」身份，最後從比賽中勝出而成為無綫電視旗下藝員。入行初期收入不穩，她曾在眼鏡店當售貨員。2010年起，她開始擔任住宅資訊節目《安樂蝸》的主持至今；2014年7月轉簽基本藝人合約。
2016年，林穎彤演出《城寨英雄》內悲慘孖辮妹角色「李懷鑫」一角，受到觀眾歡迎。2017年8月，她於個人網絡社交平台中宣佈加盟星夢娛樂，2019年奪得《新城勁爆頒獎禮2019》「勁爆新人」奬和《2019年度勁歌金曲頒獎典禮》「最受歡迎新人奬」等多項殊榮。2021年3月，她再由無綫電視基本藝人合約改簽轉為經理人合約。
2023年10月，傳媒透露林穎彤與另一無綫電視藝人鄭雋熹因公眾地方行為不檢而被警方拘捕。同時，她開始修讀香港大學專業進修學院應用營養學及營養補助劑基礎證書課程，直至2024年7月畢業。2024年8月，林穎彤就被控「在醫院作出擾亂秩序的行為」，被裁定罪名不成立。
2024年11月，林穎彤宣佈約滿無綫電視，並自行開網站經營營養補助劑生意。

## 軼事
傳媒和公眾人士一直以來將她的名字寫作「林穎彤」，至2016年林穎彤透過經理人通知傳媒正確寫法應為「林頴彤」，但簽約星夢娛樂之後，改回「林穎彤」。

## 感情生活
2015年5月，林穎彤與無綫電視藝員容天佑拍拖，戀情維持約兩年，2017年7月兩人分手。2019年，她再與歌手伍富橋拍拖，戀情維持約一年多，2020年10月兩人分手；曾於2019年10月6日播映的《娛樂大家》中，透露曾在2013年時拒絕歌手吳業坤追求。2023年10月，林被傳媒揭發與捲入JPEX案的同台藝人鄭雋熹交往兩年。

## 演出作品

### 電視劇（無綫電視）
| 劇名              | 角色             | 備註     |
| ----------------- | ---------------- | -------- |
| 2011年            |                  |          |
| 潛行狙擊          | 林寶甜（Bubble） |          |
| 2012年            |                  |          |
| On Call 36小時    | 范子妤病人       |          |
| 東西宮略          | 田芸（長公主）   |          |
| 愛·回家           | 酸妹             | 單元角色 |
| 雷霆掃毒          | 謝珍妮（Jenny）  |          |
| 名媛望族          | 季小茹           |          |
| 幸福摩天輪        | 羅美詩（Macy）   | 單元角色 |
| 法網狙擊          | 韋天恩（Hannah） |          |
| 2013年            |                  |          |
| 仁心解碼II        | 趙穎琳（琳琳）   |          |
| 神探高倫布        | 日本遊客         |          |
| 熟男有惑          | 連並蒂（Betty）  |          |
| 2015年            |                  |          |
| 四個女仔三個BAR   | 衡妹             |          |
| 2016年            |                  |          |
| 愛·回家之八時入席 | Jenny            | 第24集   |
| 火線下的江湖大佬  | 葉芳菲（青年）   |          |
| 城寨英雄          | 李懷鑫           |          |
| 2017年            |                  |          |
| 愛·回家之開心速遞 | Natalie          | 第37集   |
| 同盟              | 羅皓兒（Chloe）  |          |
| 2020年            |                  |          |
| 那些我愛過的人    | 寶               | 第5、8集 |
| 2021年            |                  |          |
| 陀槍師姐2021      | 方小喬（Joyce）  | 女配角   |
| 十月初五的月光    | 汪海琳           |          |
| 2022年            |                  |          |
| 下流上車族        | 王亦詩           | 女配角   |
| 2023年            |                  |          |
| 富貴千團          | 曹麗麗           | 海外播放 |
| 2024年            |                  |          |
| 本尊就位          | 李好彩           | 女配角   |

### 電視電影（J2）
- 2018年：網戰

### 電視劇（亞洲電視）
- 2003年：《萬家燈火》 飾 鄧水喜（童年）、高貴（童年）及高貴女兒文靜
- 2004年：《媽媽我真的愛你》 飾 何以紅

### 電視劇（香港有線電視）
- 2007年：處境喜劇《補習天后》 飾 葛洛施

### 電視劇（香港電台）
- 2007年：單元劇《性本善》第5集「性別遊戲」
- 2009年：單元劇《論盡一家人》
- 2009年：單元劇《流金頌》
- 2010年：《火速救兵》第5集「全城召喚」

### 電視劇（HOY TV）
- 2025年：《我家有囍事》

### 綜藝節目（HOY TV）
- 2025年：《好好生活》（與江嘉敏、洪韻騏、梁樂童、康志維、蔡嘉寶、温曉晴合作）

### 綜藝節目（無綫電視）
- 2009年：打出十人巷
- 2010年：千奇百趣香港地（第1、2集）
- 2010年：千奇百趣Summer Fun（第1、2集）
- 2010年：大廚出馬（第一輯）
- 2010年：千奇百趣Winter Fun（第14集）
- 2011年：千奇百趣省港澳（第11集）
- 2010年至今：安樂蝸主持
- 2011年：香港美食100強
- 2012年：千奇百趣東南亞（第23集）
- 2012-2013年：決戰一分鐘
- 2013年：千奇百趣玩FREE D（第9集）
- 2013年：問問Master Joe（飾演記者Bella）
- 2014年：廠出新天地（2014年2月19日接替林欣彤）
- 2014年：快樂聯盟（第4集）
- 2014年：Sunday扮嘢王
- 2014-2015年：放學ICU
- 2015年：民峰而至（第16集）
- 2015年：Think Big大明星
- 2016年：福星澳遊耀新歲
- 2016年：
- 2016年：男人食堂（第16集）
- 2016年：Ben Sir學堂
- 2016年：你健康嗎？（第二輯）（第7集）
- 2017年：Ben Sir研究院
- 2017年：Ben Sir開Show
- 2017年：千奇百趣特工隊
- 2017年：最緊要好玩
- 2017年：big big channel《12瞞逃》
- 2017年：Ben Sir睇樓團
- 2017年：終極街頭魔法王
- 2017年：Think Big天地
- 2017年：星和無綫電視大獎2017
- 2017年：#後生仔平安夜傾吓偈
- 2018年：大玩特玩
- 2018年：Do姐有問題第二輯
- 2018年：Ben Sir睇樓團第二輯
- 2018年：TVB 50+1再出發節目巡禮2019
- 2019年：東京血拼攻略
- 2019-20年：娛樂大家（第1-2輯娛樂家族成員之一）
- 2019年：Ben Sir睇樓團第三輯
- 2019年至今：#後生仔傾吓偈
- 2019年：TVB發放娛樂 分享快樂 節目巡禮2020
- 2019年至今：#一屋後生仔
- 2020年：娛樂大家10點半 娛樂家族成員之一
- 2020年：網購攻略＋big big shop感謝祭
- 2020年：熱賣開催+big big動漫節
- 2020年：衝上雲霄大選
- 2021年：港產旅行團、開心大綜藝
- 2023年：《歡樂滿東華2023》[21]

### 電影
- 2015年 《十月初五的月光》	飾 杏仁餅舖同事
- 2016年 《刑警兄弟》 飾 餐廳侍應
- 2016年 《失戀日》

### 舞台劇／音樂劇
- 2009年：森美小儀歌劇團《加樽抽》
- 2017年：《我和青天有個秘密》
- MTR港鐵鐵路公司

### 教育電視
- 童星時期
  - 《同心為明天》
  - 《我是中國人》

### 主持工作
- 童星時期
  - 亞洲電視兒童台小主持
  - 培正中學演出慈善舞台劇《最佳答案》
  - 2007年：亞洲電視《電視風雲50年》
- Model時期
  - 為網上頻道節目《彤聲彤戲》任主持

## 音樂作品

### 單曲
| 發佈日期 | 曲目         | 作曲   | 填詞   | 編曲   | 監製   | 備註         |
| 2019年   |              |        |        |        |        |              |
| 5月15日  | 忽然又想起你 | 徐洛鏘 | 張美賢 | 黃兆銘 | 韋景雲 |              |
| 8月28日  | 你永遠是最好 | 張家誠 | 張美賢 | 張家誠 | 韋景雲 |              |
| 2020年   |              |        |        |        |        |              |
| 2月26日  | 迷魂陣       | 張家誠 | 張美賢 | 張家誠 | 韋景雲 | 與伍富橋合唱 |
| 9月23日  | 可不可以戀愛 | 徐洛鏘 | 張美賢 | 黃兆銘 | 韋景雲 |              |

### 其他歌曲
- 《媽媽謝謝你》（亞洲電視劇集《萬家燈火》插曲）

### 派台歌曲成績
| 派台歌曲成績（四台） | 派台歌曲成績（四台） | 派台歌曲成績（四台） | 派台歌曲成績（四台） | 派台歌曲成績（四台） | 派台歌曲成績（四台） | 派台歌曲成績（四台）                               | 派台歌曲成績（四台）                               |
| -------------------- | -------------------- | -------------------- | -------------------- | -------------------- | -------------------- | -------------------------------------------------- | -------------------------------------------------- |
| 唱片                 | 歌曲                 | 903                  | RTHK                 | 997                  | TVB                  | 備註                                               | 備註                                               |
| 2019年               |                      |                      |                      |                      |                      |                                                    |                                                    |
|                      | 忽然又想起你         | 20                   | 6                    | 7                    | 1                    | 首支冠軍歌 出道作品 加拿大至 HIT 中文歌曲排行榜：7 | 首支冠軍歌 出道作品 加拿大至 HIT 中文歌曲排行榜：7 |
|                      | 你永遠是最好         | -                    | -                    | 10                   | 1                    |                                                    |                                                    |
| 派台歌曲成績（五台） |                      |                      |                      |                      |                      |                                                    |                                                    |
| 唱片                 | 歌曲                 | 903                  | RTHK                 | 997                  | TVB                  | ViuTV                                              | 備註                                               |
| 2020年               |                      |                      |                      |                      |                      |                                                    |                                                    |
|                      | 迷魂陣               | -                    | 6                    | 5                    | 2                    | ×                                                  | 與伍富橋合唱                                       |
|                      | 可不可以戀愛         | -                    | 3                    | -                    | 1                    | ×                                                  |                                                    |

| 各台冠軍歌總數 | 各台冠軍歌總數 | 各台冠軍歌總數 | 各台冠軍歌總數 | 各台冠軍歌總數 | 各台冠軍歌總數    | 各台冠軍歌總數    |
| -------------- | -------------- | -------------- | -------------- | -------------- | ----------------- | ----------------- |
| 四台a          | 903            | RTHK           | 997            | TVB            | 備註              | 備註              |
| 四台a          | 0              | 0              | 0              | 3              | 四台冠軍歌總數：0 | 四台冠軍歌總數：0 |
| 五台b          | 903            | RTHK           | 997            | TVB            | ViuTV             | 備註              |
| 五台b          | 0              | 0              | 0              | 1              | 0                 | 五台冠軍歌總數：0 |

- （*）仍在榜上
- （-）未能上榜
- （×）沒有派往該台
- （(1)）兩週冠軍
- ^  注解a：包括2020年後的冠軍歌曲
- ^  注解b：2020年起

## 廣告
- 童星時期
  - 房屋署 電視廣告
  - 亞洲電視 電視宣傳廣告
- Model時期
  - Miracle Hair & Beauty 平面廣告
  - FreshKon 平面廣告
  - Not Big  平面廣告
  - 香港海洋公園 Roadshow廣告
  - 政府電視廣告（違例泊單車篇）
  - Everlast 品牌平面廣告
  - Face星級變身大招募 8 強
  - Face同學會校花
  - J2《打出十人巷》 - 呼喚未來
  - 意粉屋
- 藝員時期
  - 3M 無痕防水掛鈎
  - BioSlim 代言人
  - 天龍八部 遊戲
  - Fancl tense up
  - Diet Maru 消水丸
  - 職業安全健康局 – OSHC 建造業安全信息
  - SCMP Ben Sir 搵工團
  - Cashing Pro 代言人
  - City Gate outlets 聖誕宣傳
  - 家匠 TMF 多功能衣柜
  - Cashing Pro特快網上私人貸款財務公司 （页面存档备份，存于）[22]
  - Tim Design Limited 代言人

## 獎項
2009年
- 十人巷黃白大戰大巨蛋勝出者

2019年
- 2019勁歌金曲優秀選第一回 - 得獎歌曲《忽然又想起你》
- 2019勁歌金曲優秀選第二回 - 得獎歌曲《你永遠是最好》
- 新城勁爆頒獎禮2019 - 勁爆新人

2020年
- 2019年度勁歌金曲頒獎典禮 - 最受歡迎新人奬
- 2019年度勁歌金曲頒獎典禮 - 年度最佳進步獎 金獎
- 第四十二屆十大中文金曲 - 最有前途新人獎 銅獎
- 2020勁歌金曲優秀選第一回 - 得獎歌曲《迷魂陣》（與伍富橋合唱）
- 2020勁歌金曲優秀選第二回 - 得獎歌曲《可不可以戀愛》

2021年
- 2020年度勁歌金曲頒獎典禮 - 傑出表現大獎 金獎

## 外部連結
- 林穎彤的新浪微博
- 林穎彤的Facebook專頁
- 林穎彤的Instagram帳戶
- 林穎彤 TVB Blog （页面存档备份，存于）